# عبد الكريم السمك
عبد الكريم إبراهيم السَّمَك (ولد 1364 هـ / 1945 م) باحث ومؤرِّخ سوري، سعودي الجنسية. متخصِّص بالتاريخ الحديث والمعاصر. له عناية بتاريخ بلاد الشام وتاريخ الدولة السعودية، وانتهى إليه تراث المؤرِّخ الصَّحَفي أمين سَعِيد، فأخرج الكثير منه بعنايته وتحقيقه واستدراكه.

## ولادته وتحصيله
وُلد عبد الكريم بن إبراهيم السَّمَك النُّعَيمي في حيِّ الحَميدية بمنطقة الحاضر في مدينة حماة بسورية، يوم الخميس 11 ذي الحِجَّة 1364هـ الموافق 15 نوفمبر (تشرين الثاني) 1945م. تلقَّى تعليمه إلى نهاية المرحلة الثانوية في مدينته حماة.
وفي الخدمة العسكرية الإلزامية بسورية خضع لدورة تمريض مدة سنة وشهرين، ثم لدورة في التصوير الشعاعي. وبعد تسريحه من الجيش عمل سنة كاملة مساعدَ جرَّاح لأشهر طبيب جراحة في حماة الدكتور فيصل الركبي، إضافة إلى عمله في التمريض والأشعة.
ولشغفه بالتاريخ الإسلامي والحديث انتسب إلى قسم التاريخ في جامعة بيروت العربية عام 1969، ووصل إلى السنة الثالثة، ولكنه اضطُرَّ إلى ترك الدراسة. 

## عمله ووظائفه
انتقل عام 1974 إلى المملكة العربية السعودية للعمل؛ فعمل أولًا في مدينة بقيق بمستوصف بقيق الأهلي مديرًا إداريًّا مدَّة سنة ونصف، ثم انتقل إلى الرياض متعاقدًا مع إدارة المعاهد العلمية التي لم تلبث أن ضُمَّت إلى جامعة الإمام محمد بن سعود الإسلامية، فعمل في إدارة الخِدْمات الطبِّية في الجامعة قرابة عشرين عامًا، من 1976 إلى 1996.
وفي أثناء عمله بجامعة الإمام انتسب إلى قسم التاريخ الإسلامي والحضارة الإسلامية في كلية العلوم الاجتماعية، وحصل منه على الإجازة (بكالوريوس) بالتاريخ عام 1399هـ/ 1979م. ثم على شهادة (ماجستير) في التاريخ العربي الحديث والمعاصِر من القسم نفسه، عام 1405هـ/ 1985م، وموضوع رسالته تحقيق ودراسة "مخطوط نوادِر الزمان في وقائع جبل لبنان" لمؤلفه إسكندر بن يعقوب أبكاريوس.
ثم نال شهادة (دكتوراه) من قسم العلوم السياسية والعَلاقات الدَّولية في معهد الاستشراق الروسي، التابع للأكاديمية الروسية للعلوم التابعة لرئاسة روسيا الاتحادية في موسكو، عام 2011، عن أطروحته "الملك فيصل وبناء الدولة السُّعودية الحديثة في ظلِّ نيابته على الحِجاز، من 21/ 2/ 1345هـ إلى 2/ 3/ 1373هـ الموافق من 1926 إلى 1953م" بإشراف البروفيسور فيتالي ناؤومكين، مدير معهد الاستِشراق الروسي.
عُنيَ بنشر تراجم عدد من أعلام الدولة السعودية في مرحلة التأسيس، ولا سيَّما العرب الذين عملوا مع الملك عبد العزيز آل سعود، واهتمَّ بإعادة نشر نتاج الصَّحَفي والمؤرِّخ أمين سعيد، ونشر العديد من كتبه التي عُني فيها بتاريخ الدولة السعودية. ومن مؤلفاته كتاب (أخبار مملكة الحجاز ونجد وملحقاتها في مجلة الشرق الأدنى لأمين سعيد).

## آثاره

### المؤلفات والتحقيقات
1. نوادر الزمان في وقائع جبل لبنان، تأليف إسكندر بن يعقوب أبكاريوس، دار الريِّس بلندن، 1987.[5]
2. سيرتي ومُذكِّراتي السياسية، لأمين سعيد، في مجلَّدين، طُبع على نفقة أسرة المؤلف، 2004.
3. فيصل العظيم: نشأته، سيرته، أخلاقه، بيعته، إصلاحاته، خُطبه، لأمين سعيد، مركز الملك فيصل للبحوث والدراسات الإسلامية بالرياض، 2008.[6]
4. النهضة السعودية في عهد الملك سعود، لأمين سعيد، دار الساقي ببيروت، 2012.[7]
5. أيام بغداد: وصف شامل لنهضة العراق الحديثة ومعالمه التاريخية، لأمين سعيد، دار جداول ببيروت، 2013.[8]
6. سيرة الإمام الشيخ محمد بن عبد الوهَّاب رحمه الله، لأمين سعيد، طُبع على نفقة أسرة المؤلف، 2019.
7. أخبار مملكة الحِجاز ونجد ومُلحقاتها في مجلة الشرق الأدنى، لأمين سعيد، في مجلَّدين، 2020.[9]
8. أمين سعيد أعماله في التاريخ السعودي، كتاب المجلة العربية، 2022.
9. ملوك المسلمين المعاصرون ودولهم: دائرة معارف سياسية شرقية، لأمين سعيد، في مجلَّدين، توزيع مؤسسة الكتب الثقافية، 2023.
10. الثورة العربية الكبرى، لأمين سعيد، في أربعة مجلَّدات، توزيع مؤسسة الكتب الثقافية، 2023.
11. بلاد الشام في ظلِّ انهيار الحُكم العثماني بين الاستعمار والاستقلال من سنة 1916- 1965، لأمين سعيد، في مجلَّدين، 2024.

### البحوث والمقالات
نشر قرابة مئتي بحث ومقالة علمية وتاريخية وثقافية، في مجلات محكَّمة وثقافية، منها: مجلة الدِّرْعِية، ومجلة الفيصل، والمجلة العربية، ومجلة عالم المخطوطات والنوادر، ومجلة عالم الكتب، ومجلة الحرس الوطني، ومجلة أحوال المعرفة.

#### مقالاته في المجلة العربية
من مقالاته في المجلة العربية في السِّيَر والتراجم للأعلام الذين عملوا مع الملك عبد العزيز آل سعود:
- أمين سعيد، العدد 490، يوليو 2017.
- عبد الله السليمان الحمدان، العدد 492، سبتمبر 2017.
- الدكتور محمد علي الشوَّاف، العدد 493، أكتوبر 2017.
- عبد الله الفضل، العدد 495، ديسمبر 2017.
- الطيِّب الهزازي، العدد 498، مارس 2018.
- تركي الماضي، العدد 499، أبريل 2018.
- الدكتور رشاد فرعون، العدد 501، يونيو 2018.
- الدكتور مدحت شيخ الأرض، العدد 503، أغسطس 2018.
- الدكتور محمود حمدي حمودة، العدد 505، أكتوبر 2018.
- الدكتور سيف الدين الشيشكلي، العدد 508، يناير 2019.
- الشيخ كامل القصَّاب، العدد 514، يونيو 2019.
- المهندس خالد الحكيم، العدد 521، فبراير 2020.
- الدكتور أحمد الطباع، العدد 526، يونيو 2020.
- الشيخ محمد بهجت البَيطار، العدد 533، فبراير 2021.
- فوزان السابق الفوزان، العدد 536، مايو 2021.
- حمد السليمان الحمدان، العدد 538، يوليو 2021.
- الأمير خالد السديري، العدد 541، أكتوبر 2021.
- صالح عبد الواحد، العدد 543، ديسمبر 2021.
- عبد الوهاب أبو ملحة، العدد 549، يونيو 2022.
- محمد عيد الروَّاف، العدد 559، أبريل 2023.
- محمد بن شلهوب، العدد 562، يوليو 2023.

## وصلات خارجية
- لتلك الأسباب اهتم د. عبد الكريم السمك بكتابات هذا الصحفي وميزها عن غيرها! | برنامج ذكرياتي
- برنامج ذكرياتي | د. عبدالكريم إبراهيم السمك النعيمي | قناة المجد